# Lidice (film, 2011)
Lidice je český film, jehož scénář napsal Zdeněk Mahler na náměty své knihy Nokturno. Režie byla svěřena Alici Nellis (původní jednání s Jiřím Svobodou či Polkou Agnieszkou Hollandovou neskončila dohodou), ale kvůli její nemoci (borelióza) ji nahradil Petr Nikolaev.
Nikolaev se tak dostal k tématu, které jej zaujalo již v době, kdy vyšla Mahlerova kniha Nocturno. Po přistoupení k projektu vyměnil na postu kameramana Vladimíra Smutného za Antonia Riestru, později udělal i změny v obsazení – Lenku Vlasákovou nahradil Zuzanou Fialovou a Marthu Issovou Veronikou Kubařovou.
Rozpočet filmu činil 65–70 milionů korun, natáčení probíhalo od července 2010. Premiéra byla plánována původně na září 2010, nakonec byla posunuta na červen 2011. Na filmu v koprodukci spolupracovali také Poláci.[zdroj?]

## Natáčení
Natáčení filmu začalo 26. července 2010 v bývalé mladoboleslavské věznici. Zahájení natáčení se zúčastnil i Karel Schwarzenberg. Natáčet se mělo 49 dní, mj. v Novém Strašecí, na gymnáziu v Kladně, v Roudnici na Labem (scény z filmového kladenského kina) a v Praze na Hradě. Jako filmové Lidice poslouží vesnice Chcebuz poblíž Štětí, která je podle režiséra filmu svým rozložením Lidicím velmi podobná. Jako koncentrační tábor posloužila Malá pevnost Terezín.[zdroj?]
Hlavní natáčení probíhalo 30 dnů, poté se film natáčel 10 dnů na podzim 2010 a později dalších devět dnů pro scény na sněhu. 27. dubna 2011 byla v Praze-Podolí ještě dotočena asi minutová scéna atentátu na Heydricha.
Do rozpočtu filmu přispěla i města Praha, Kladno, Liberec, Opava a obec Lidice.
Na filmovém festivalu v Karlových Varech 2010 byl 8. července 2010 představen teaser a první plakáty. Jejich autorem je Tomáš Vaverka. Na plakátech je Karel Roden, Jan Budař a Martha Issová. Dvouminutový trailer byl představen 8. února 2011.

## Děj
Děj se odehrává během 2. světové války v Protektorátu Čechy a Morava a je napsán podle skutečné události. Začátek je posazen do doby těsně před válkou. Protagonista filmu Šíma s manželkou a dvěma syny žijí v Lidicích. Šímova žena Anežka ochrnula a Šíma si najde milenku, sousedku Marii, o rodinu se ovšem stará dál. Šímův starší syn otcův vztah s milenkou těžce nese a v opilosti vyprovokuje rvačku, během níž ho otec nešťastnou náhodou zabije, načež je zatčen a odsouzen ke čtyřem letům vězení. Během jeho pobytu ve vězení, již za protektorátu, má ale jiný obyvatel vesnice, Vašek Fiala, mimomanželský vztah s dívkou Aničkou a maskuje ho předstíraným odbojem proti okupantům. Jeho dopis, kterým chce poměr ukončit (a aby se postavil do lepšího světla, naznačuje v něm, že pracuje v odboji, a proto musí zmizet), se však místo Aničce dostane do rukou gestapa v době po atentátu na Heydricha, je využit jako záminka k represím, Lidice jsou vypáleny a srovnány se zemí, muži popraveni, ženy odvlečeny do koncentračního tábora, děti dány na poněmčení nebo povražděny. Šíma se ve vězení nic nedozví a o to více je pak šokován.

## Obsazení
| Karel Roden          | František Šíma      |
| Zuzana Fialová       | Marie Vaňková       |
| Zuzana Bydžovská     | Anežka Šímová       |
| Roman Luknár         | Vlček               |
| Ondřej Novák         | Karel Šíma          |
| Veronika Kubařová    | Anička              |
| Norbert Lichý        | starosta            |
| Jan Budař            | kasař Petiška       |
| Václav Jiráček       | mladý Horák         |
| Joachim Paul Assböck | Wiesmann            |
| Sabina Remundová     | farská Tonička      |
| Bořík Procházka      | farář               |
| Adam Kubišta         | Eda Šíma            |
| Marek Adamczyk       | Václav Fiala        |
| Jakub Zindulka       | Hans Ulrich Geschke |
| Thomas Zielinski     | Horst Böhme         |
| Lucie Kožinová       | Bočková             |
| Jiří Ployhar         | voják Schuppo       |
| Jolana Běhounková    | manželka            |
| Zuzana Čapková       | žena                |
| Marika Šoposká       | Helenka             |
| Detlef Bothe         | Reinhard Heydrich   |
| Šárka Teplíková      | Lina Heydrichová    |

## Scénář
Námět, který částečně čerpá z vyhlazení Lidic v roce 1942, zpracoval Zdeněk Mahler již v roce 1962 v próze U zdi, která byla pod názvem Mlýn inscenována na Slovensku režisérem Otomarem Krejčou. Zdeněk Mahler o Lidicích také napsal televizní hru Jak to, že žijete?, která však nebyla realizována.
V 60. letech navštívil Mahlera František Saidl, který přežil vyhlazení Lidic jen proto, že si ve vězení odpykával trest za usmrcení syna.
V roce 2000 vydalo nakladatelství Primus Mahlerovu novelu Nokturno, kterou přepracoval na filmový scénář. Ten získal Cenu Sazky za nejlepší dosud nerealizovaný filmový scénář v rámci ankety Český lev 2007.
Film podle této tragické události chtěl natočil už Martin Frič i Miloš Forman, který o tom uvažoval již se Zdeňkem Mahlerem. Forman však chtěl jako hlavní linii filmu vylíčit osud Vaška Fialy, a tak k realizaci nedošlo. Později mohli film natočit také Ján Kadár s Elmarem Klosem.

## Soundtrack
K filmu vznikla zvláštní kolekce písniček vydaná samostatně na CD. Na albu se podíleli Jan Budař, Lucie Bílá, James Harries, Dan Bárta, Divokej Bill, Photolab, Michal Hrůza, Aneta Langerová, Xindl X, Vypsaná fiXa, Jana Lota, X-Core, Dorota Bárová, Vladimír Cirkus a Tobi.

## Účast na festivalech
Film se promítal v rámci Týdne českých filmů v Izraeli v Tel Avivu. Znovu zde byl uveden u příležitosti Mezinárodního dne vzpomínky na holocaust 28. ledna 2012. V České televizi byl premiérově uveden dne 10. června 2012, v den 70. výročí lidické tragédie.

## Ocenění
Film byl vybrán do 24. ročníku soutěže Evropských filmových cen. V rámci ankety Český lev 2011 získal nominace v kategoriích pro nejlepší scénář, kameru, mužský herecký výkon v hlavní roli pro Karla Rodena, střih a zvuk; byl nominován také na cenu za nejlepší plakát.

### Vstupenka pro maturanty
Jihomoravský kraj věnoval v roce 2011 úspěšným jihomoravským maturantům vstupenku na film Lidice, aby se v případě vlastního zájmu mohli seznámit  s lidickou tragédií.

## Recenze
- Michal Procházka, Cinepur, 21. června 2011
- Jaroslav Sedláček, Kinobox.cz, 25. května 2011   Archivováno 28. 5. 2011 na Wayback Machine.
- Alena Prokopová, Alenaprokopova.blogspot.com, 26. května 2011
- František Fuka, FFFilm, 28. května 2011
- Kamil Fila, Aktuálně.cz, 1. června 2011
- Tereza Spáčilová, iDNES.cz, 30. května 2011
- Adam Fiala, Moviescreen.cz, 1. června 2011
- Karolína Černá, Film CZ, 8. září 2011